# 1634
1634 (MDCXXXIV) byl rok, který dle gregoriánského kalendáře započal nedělí.

## Události
- 25. března se prvních 150 osadníků vylodilo na pobřeží dnešního Marylandu. De facto tak založili britskou kolonii Province of Maryland, která de iure vznikla už o dva roky dříve.
- 6. září – Třicetiletá válka: Spojené císařsko-španělské síly pod vedením arcivévody Ferdinanda rozdrtily švédsko-saskou armádu v bitvě u Nördlingenu.
- František kardinál z Ditrichštejna je jmenován protektorem Germanie
- Zbraslavský klášter vydrancován vojskem císaře Ferdinanda II.

### Probíhající události
- 1568–1648 – Nizozemská revoluce
- 1568–1648 – Osmdesátiletá válka
- 1618–1648 – Třicetiletá válka
- 1632–1634 – Smolenská válka

## Narození

#### Česko
- 14. března – Václav Libštejnský z Kolovrat, příslušník liebsteinské větve rodu Kolowratů († 6. říjen 1659)
- 03. listopadu – Jan František Bruntálský z Vrbna, šlechtic († 22. srpna 1705)
- 23. listopadu – Wolf Maxmilián Lamingen z Albenreuthu, šlechtic a podnikatel († 2. listopadu 1696)
- neznámé datum
  - František Oldřich Kinský, český šlechtic, politik a diplomat († 27. února 1699)
  - Karel Ferdinand z Valdštejna, šlechtic († 9. dubna 1702)
  - Jiří Ignác Pospíchal, velmistr křižovníků s červenou hvězdou († 26. srpna 1699)

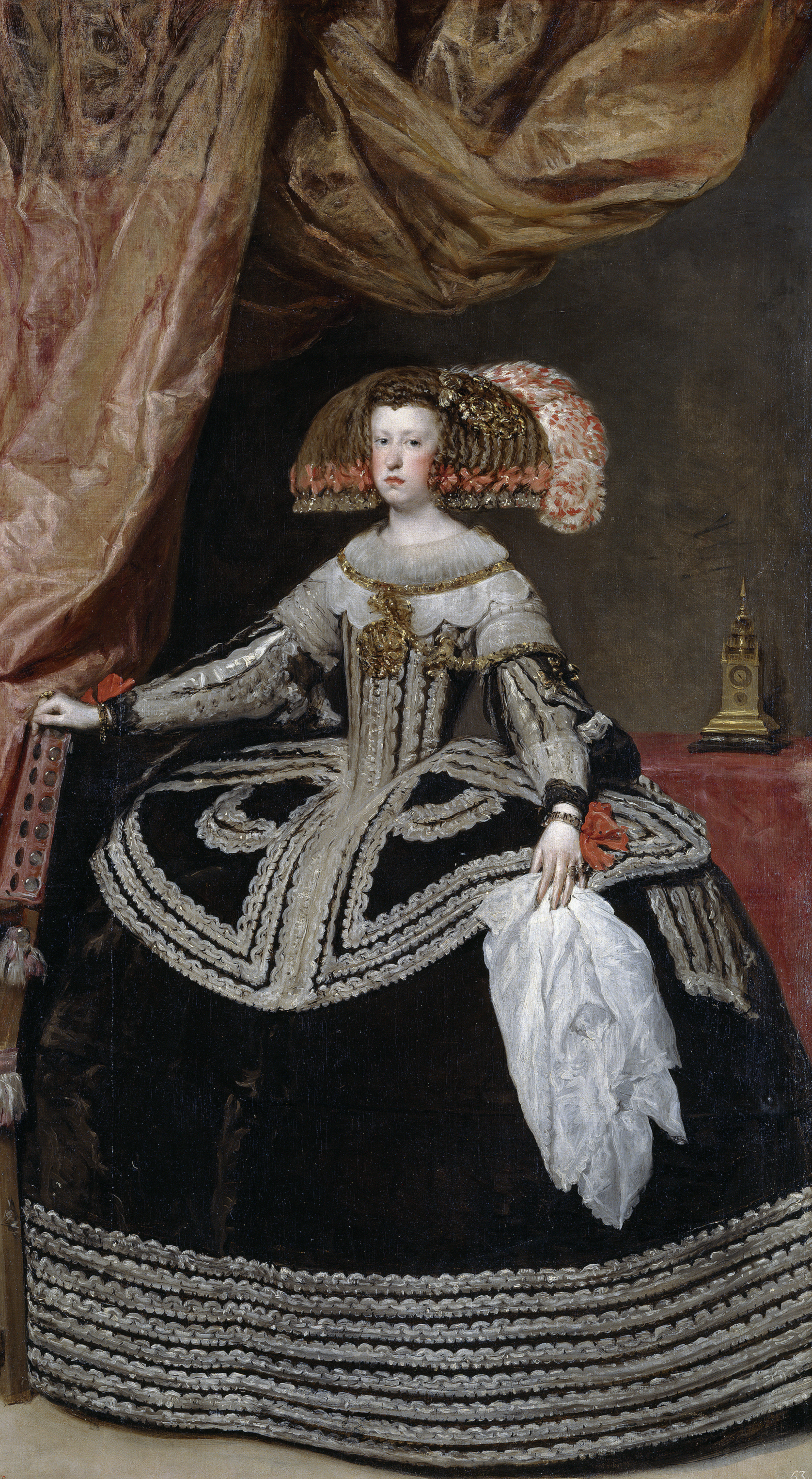
Marie Anna Habsburská (* 23. prosince)

#### Svět
- 02. ledna – Helmhard Kryštof Ungnad z Weissenwolffu, rakouský šlechtic a politik († 20. února 1702)
- 07. ledna – Adam Krieger, německý varhaník a hudební skladatel († 30. června 1666)
- 18. března – Marie-Madeleine de La Fayette, francouzská spisovatelka († 25. května 1693)
- 20. března – Balthasar Bekker, nizozemský protestantský kazatel, teolog a filozof († 11. června 1698)
- 26. března – Domenico Freschi, italský katolický kněz a hudební skladatel († 2. července 1710)
- 09. dubna – Albertina Agnes Oranžská, místodržitelka Fríska, Drentska a Groningenu († 26. května 1696)
- 24. května – Alžběta Juliana Šlesvicko-Holštýnsko-Sonderbursko-Norburská, dánská princezna († 4. února 1704)
- 0 6. června – Marie Alžběta Holštýnsko-Gottorpská, hesensko-darmstadtská lankraběnka († 17. června 1665)
- 20. června – Karel Emanuel II. Savojský, savojský vévoda († 12. června 1675)
- 08. července – Thomas Butler, hrabě z Ossory, anglický a irský vojevůdce, státník a dvořan († 30. července 1680)
- 12. července – Jan Jiří I. Sasko-Eisenašský, německý šlechtic († 16. září 1686)
- 31. srpna – Paul Ammann, německý lékař a botanik († 4. února 1691)
- 14. října – Alfons IV. d'Este, vévoda z Modeny a Reggia († 16. července 1662)
- 13. prosince – Martin z Kochemu, německý kněz a spisovatel († 10. září 1712)
- 23. prosince – Marie Anna Habsburská, manželka krále Filipa IV., královna španělská, neapolská a sicilská († 16. května 1696)
- neznámé datum
  - leden – Nicolaes Maes, nizozemský malíř († prosinec 1693)
  - Giovanni Domenico Orsi, italský architekt († 14. července 1679)
  - Čichundordž, mongolský chán († 1698)
  - Langtan, mandžuský vojevůdce, generál korouhevních vojsk říše Čching († 1695)
  - Hümaşah Sultan, manželka osmanského sultána Ibrahima I. († 1672)

## Úmrtí

#### Česko
- 25. února
  - Albrecht z Valdštejna zavražděn (* 24. září 1583)
  - Adam Erdman Trčka z Lípy, Valdštejnův důvěrník
  - Vilém Kinský, šlechtic, dvořan, politik a diplomat (* 1574)
  - Kristián von Ilow, šlechtic pocházející z Východního Braniborska a polní maršál (* 1585)
- 03. dubna – Marie Eusebie ze Šternberka, aristokratka z rodu Šternberků (* 1584)
- 02. května – Jakub Baševi z Treuenburka, židovský šlechtic, dvorní finančník a obchodník (* 1570)
- 29. září – Jan Rudolf Trčka z Lípy, šlechtic a císařský rada (* 1557)
- 16. prosince – Pertold Tvorkovský z Kravař, slezský šlechtic (* asi 1565)
- neznámé datum
  - leden – Bedřich z Donína, český šlechtic, cestovatel a spisovatel (* 1574)
  - Linhart mladší Štampach ze Štampachu, šlechtic bojující ve Švédském vojsku (* ?)

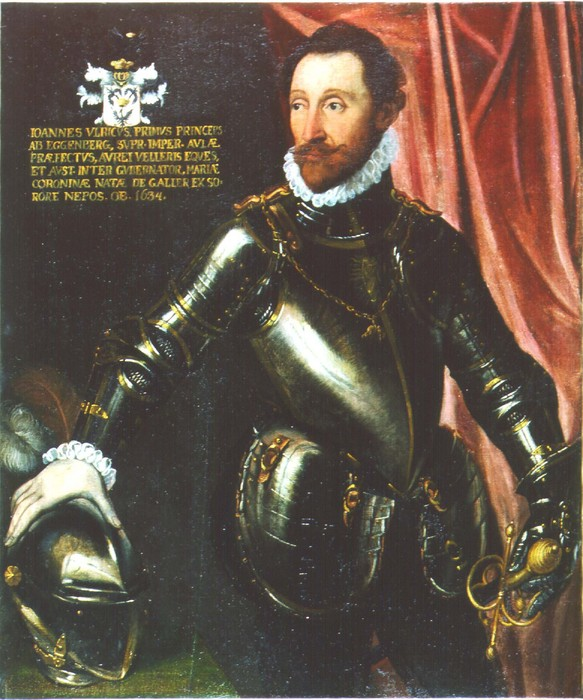
Jan Oldřich z Eggenberka († 18. října)

#### Svět
- 15. února – Wilhelm Fabry, německý chirurg (* 25. června 1560)
- 19. března – António de Andrade, portugalský jezuitský misionář (* 1580)
- 26. března – Domenico Freschi, italský hudební skladatel († 2. července 1710)
- 02. května – Jakub Baševi z Treuenburka, finančník a obchodník (* 1570)
- 15. května – pohřben Hendrick Avercamp, holandský krajinář (pokřtěn 27. ledna 1585)
- 26. května – Albertina Agnes Oranžská, místodržitelka Fríska, Drentska a Groningenu (* 9. dubna 1634)
- 20. června – Nicolas Ager, francouzský botanik (* 1568)
- 25. června – John Marston, anglický básník a dramatik (křtěn 7. října 1576)
- 11. srpna – Fridrich Ulrich Brunšvicko-Lüneburský, německý šlechtic (* 5. dubna 1591)
- 15. srpna – Johann Carolus, německý tiskař a knihkupec (* 25. března 1575)
- 18. srpna – upálen Urbain Grandier, kanovník od Svatého Kříže v Loudonu (* 1590)
- 24. srpna – Abaza Mehmed paša, osmanský paša a politik (* 21. ledna 1576)
- 18. října – Jan Oldřich z Eggenberka, štýrský šlechtic a politik (* 1568)
- 14. listopadu – Žofie Holštýnsko-Gottorpská, meklenbursko-schwerinská vévodkyně (* 1. června 1569)
- 17. listopadu – Gottfried Heinrich Pappenheim, polní maršál ve Svaté říši římské (* 29. května 1594)
- 23. listopadu – Wenceslas Cobergher, vlámský renesanční architekt, inženýr, malíř (* 1560)
- 25. prosince – Walter Butler, plukovník ve valdštejnském vojsku (* kolem 1600)
- neznámé datum
  - Gioacchino Greco, italský šachový mistr (* 1600)
  - Adriano Banchieri, italský hudební skladatel, hudební teoretik, varhaník a básník (* 3. září 1568)

## Hlavy států
- Anglie – Karel I. (1625–1649)
- Francie – Ludvík XIII. (1610–1643)
- Habsburská monarchie – Ferdinand II. (1619–1637)
- Osmanská říše – Murad IV. (1623–1640)
- Polsko-litevská unie – Vladislav IV. Vasa (1632–1648)
- Rusko – Michail I. (1613–1645)
- Španělsko – Filip IV. (1621–1665)
- Švédsko – Kristýna I. (1632–1654)
- Papež – Urban VIII. (1623–1644)
- Perská říše – Safí I.